# Hans Birnbaum

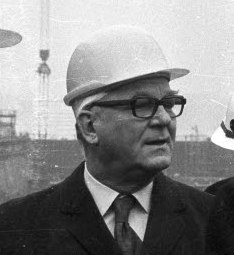
Hans Birnbaum bei einem Besuch der Howaldtswerke (1972)

Hans Birnbaum (* 14. Februar 1912 in Schwetz an der Weichsel; † 18. November 1980 in Salzgitter) war ein deutscher Jurist, Ministerialbeamter und Manager. Er war von 1968 bis 1979 Vorstandsvorsitzender der Salzgitter AG, von 1974 bis 1979 Aufsichtsratsvorsitzender der Volkswagenwerk AG und von 1976 bis 1979 Aufsichtsratsvorsitzender der Ruhrkohle AG.

## Leben
Der Sohn des Arztes und Obermedizinalrates Hans Hugo Birnbaum und der Erika, geborener Boege, besuchte nach dem Ersten Weltkrieg das humanistische Gymnasium in Landsberg an der Warthe, an dem er 1931 das Abitur ablegte. Im Anschluss studierte er Rechtswissenschaft an den Universitäten in Freiburg im Breisgau, Leipzig und Königsberg. Nach Ablegung der beiden juristischen Staatsprüfungen wirkte er 1939 kurzzeitig als Hilfsrichter am Amtsgericht Brandenburg an der Havel. Während des Zweiten Weltkriegs war er im Reichswirtschaftsministerium tätig, ehe er 1945 in Gefangenschaft geriet, aus der er 1947 entlassen wurde.
Birnbaum trat 1947 wieder in den Verwaltungsdienst ein und arbeitete bis 1949 als Angestellter für die britische Militärregierung in Hannover. Im Anschluss war er für ein Jahr als Referent im Niedersächsischen Finanzministerium tätig. 1950 wechselte er in den Bundesdienst und wurde Hilfsreferent im Referat II B 1 (Finanzielle Hilfsmaßnahmen für die Wirtschaft) im Bundesministerium der Finanzen, wo er von 1952 bis 1958 die Leitung des Referates II B 2 (Beteiligung des Bundes an wirtschaftlichen Unternehmungen) übernahm. Ab April 1958 war er Leiter der Unterabteilung II B (Beteiligungen des Bundes an wirtschaftlichen Unternehmungen und ERP-Sondervermögen) im Bundesministerium für wirtschaftlichen Besitz des Bundes. 1959 wurde er zum Ministerialdirigenten befördert.
Birnbaum schied im April 1961 aus dem Staatsdienst aus und wechselte zur bundeseigenen Salzgitter AG, in der er als Direktor und Vorstandsmitglied die kaufmännische Leitung übernahm. Ab 1966 war er stellvertretender Vorstandsvorsitzender des Unternehmens, das in den 1960er Jahren in eine finanzielle Schieflage geriet und große Kreditsummen aufnehmen musste. Am 1. Januar 1968 übernahm er als Nachfolger von Paul Rheinländer den Posten des Generaldirektors. Während seiner Amtszeit als Vorstandsvorsitzender, die bis zu seinem Eintritt in den Ruhestand 1979 währte, sanierte er die Finanzen des Konzerns. Gleichzeitig war er von 1974 bis 1979 Vorsitzender des Aufsichtsrates der Volkswagenwerk AG und von 1976 bis 1979 Vorsitzender des Aufsichtsrates der Ruhrkohle AG. Des Weiteren war er Mitglied zahlreicher Aufsichtsräte, unter anderem der VEBA AG, der Preußischen Elektrizitäts-AG, der Dresdner Bank AG, der Dornier GmbH und der Preussag AG.
Birnbaum war Mitglied der CDU und betätigte sich im Wirtschaftsrat der CDU. Ferner engagierte er sich als Mitglied im Kuratorium der Gesellschaft zur Vorbereitung des Nicolaus-Copernicus-Jahres 1973.
Hans Birnbaum war verheiratet mit Ingeborg, geb. von Lettow. Das Ehepaar hatte drei Söhne und eine Tochter. Die Schauspielerin Paula Birnbaum ist seine Enkelin.

## Ehrungen und Auszeichnungen
Birnbaum wurde mit dem Großen Verdienstkreuz (1972) mit Stern (1977) und Schulterband (1980) der Bundesrepublik Deutschland ausgezeichnet. 1975 ernannte ihn die Stadt Salzgitter zu ihrem Ehrenbürger. Später erfolgte ihm zu Ehren in Salzgitter die Benennung der Hans-Birnbaum-Straße.